# Réapparition de Muhammad al-Mahdi
La Réapparition de Muhammad al-Mahdi est une croyance en l'eschatologie chiite, en particulier des chiites duodécimain, selon laquelle le douzième Imam reviendra à un moment indéterminé et établira un règne de paix et de justice. Ce sera la fin de l'occultation majeure, la période depuis qu'il est devenu "caché" en 941 CE. Selon les chiites le 15 Sha’bân de l’année islamique 255, soit le 29 juillet 869, naquit à Sâmarrâ’, au nord de Baghdâd, Muhammad Al-Mahdi, unique fils de Hasan al-Askari, qui était alors le 11ème Khalifâh (successeur) du Prophète Mahomet.
Cette réapparition de l’Imam est aussi appelée la délivrance  ou « Faraj »
C’est pourquoi, lorsque le "nom" de l’Imam est mentionné, les Chiites le font suivre de l’expression « Que Dieu accélère sa Noble délivrance »
La croyance en la réapparition de l'Imam al-Mahdi n'est pas exclusivement propre au Chiisme. Mais la différence entre les Chiites Imâmites et les autres, c'est que les premiers croient que ledit réformateur "Bien-Guidé" est une personne connue, née en l'an 256 de l'Hégire, et toujours vivante, qu'il est le fils de Hasan al-Askari, et que son nom est Mohammad.
Les Chiites croient que la chaîne de l'Imamat ne s'interrompt jamais. Elle continuera, d'une façon ininterrompue, sur cette Terre, bien que l'Imam puisse rester invisible aux hommes jusqu'au moment où Allah voudra bien qu'il réapparaisse, à une époque fixée d'avance. C'est pour les chiites un mystère divin, que seul Allah connaît.

## Histoire
La croyance au Mahdi est née à l’époque du prophète qui annonça, a plus d’une occasion, sa venue future. De temps en temps, il parlait de la gouvernance du Mahdi et des signes de son apparition, mentionnant son nom et son surnom. De nombreux hadiths sont rapportés à ce sujet, tant de source sunnite que de source chiite. Certains de ces hadiths ont été fréquemment rapportés, et sans interruption à toutes les époques. Par exemple, nous trouvons le hadith suivant, rapporté par Abdallah ibn Masud : 
«  la fin du monde ne surviendra pas avant qu’un homme des ahl al-bayr (ma famille), qui se nommera al-Mahdi, n’apparaisse pour diriger ma communauté ».
Le prophète a déclaré : «  le jour de la résurrection n’aura pas lieu avant que le vrai Qaim (sauveur) ne se soulève. Cela se produira lorsque Dieu le lui permettra. Toute personne qui le suivra sera sauvée et quiconque s’opposera à lui périra. Ô serviteurs de Dieu, gardez Dieu à l’esprit et allez vers lui, même si c’est sur la glace, car il est vraiment le calife de Dieu et mon successeur ».

## Les Hadiths
Selon les Récits concordants, le Prophète et les Imams d'Ahl-ul-Bayt ont annoncé l'apparition d'al-Mahdi, "un descendant de Fâtimah al-Zahrâ, qui remplira la terre de justice et d'équité après qu'elle aura été pleine d'oppression et d'injustice". Sayyed Mohammed Bakr al-Sadr écrit à ce propos : «L'idée d'al-Mahdi en tant que Guide Attendu pour la réforme du monde est tirée des Hadiths du Prophète en général, des Imam d'Ahl-ul-Bayt en particulier, et confirmée dans beaucoup de textes dont l'authenticité est incontestable. Ainsi, on a décompté 400 Hadiths du Prophète sur ce sujet, établis par des chaînes de transmission Sunnites et plus dix mille par des chaînes Chiites et Sunnites confondues. Il s'agit là d'un chiffre record par rapport à beaucoup de questions islamiques évidentes sur lesquelles les Musulmans n'ont pourtant pas de réserves normalement.» .